# Parti national (Turquie)
Pour les articles homonymes, voir Parti national.
Le Parti national (turc : Ulusal Parti) est un parti nationaliste en Turquie. Le parti a été fondé par Gökçe Fırat Çulhaoğlu en 2010.
Les principales idoles de ce parti sont Mustafa Kemal Atatürk, Doğan Avcıoğlu et Mirsaid Sultan-Galiev. Contrairement à d'autres partis socialistes en Turquie, ils reprochent souvent au marxisme d'être eurocentriste. Ils décrivent le kémalisme comme un socialisme aux caractéristiques turques. Ils idolâtrent également des dirigeants socialistes, tiers-mondistes et nationalistes de gauche comme Yasser Arafat, Gamal Abdel Nasser, Hugo Chávez, Josip Broz Tito et Patrice Lumumba.
Ce parti soutient le nationalisme turc contre l'impérialisme et le séparatisme, le socialisme contre le capitalisme et la laïcité contre l'intégrisme.
Bien que ce parti soutienne principalement le type de nationalisme civique et culturel , il a également des tendances pan-turcistes. Ils soutiennent une politique étrangère agressive contre l'Arménie et la Grèce. Ils sont contre toute alliance avec l'OTAN, l'Union européenne, la Chine ou la Russie. Ils sont en faveur d'une union turque.
Ils sont souvent accusés d'être chauvins et racistes sur la question kurde , à cause de slogans tels qu'il n'y a pas de problème kurde mais une invasion kurde , je fais du commerce avec les Turcs, donc mon argent ne va pas au PKK, sauvez vos villes de l'invasion (des Kurdes), etc. Cependant, selon Gökçe Fırat, l'ethnicité et la langue kurdes sont artificielles, elles ont été créées par les puissances impérialistes, en particulier la Russie tsariste et l'Empire britannique. Il a aussi dit, "pour nous, en Turquie il n'y a qu'une seule nation et c'est la nation turque. Nous ne reconnaissons aucune autre identité ethnique et nationale. C'est pourquoi nous ne discriminons personne, nous considérons chaque citoyen comme un Turc."
Le parti publiait Türksolu et İleri.